# カンノンチク属
カンノンチク属（カンノンチクぞく）とは、ヤシ科の属の一つ。ラテン名を音写してラピス属 (Rhapis) ということもある。
10種程度が中国南部 - 東南アジアを中心に分布している。葉が美しいものがあり観葉植物、古典園芸植物として栽培される。
東南アジア原産の亜熱帯植物であるが比較的耐寒性が強く育てやすいため、室内向きの観葉植物として広く利用されている。低木の竹科植物に似ていることから、流通の際は下記二種類のように「カンノンチク」「シュロチク」等、名前にチク（竹）がつくが、タケはイネ科であり本種はタケの仲間ではなくヤシ科に属する。

## 主な種
カンノンチク
観音竹、Rhapis excelsa
原産地は中国南部で、日本へは琉球を経て渡来した。別名リュウキュウシュロチク。葉は扇形で4 - 8裂し、筋が入る。雌雄異株。花期は初夏で、花は小さくて黄色い。古典園芸植物として、斑入りや細葉など多くの品種がある。中には非常に高価なものもあり、これを商材にした悪徳商法もかつてはあった（現物まがい商法を参照）。
シュロチク
棕櫚竹、R. humilis
原産地は中国南部 - 南西部。日本には江戸時代に渡来した。カンノンチクほどではないが、古典園芸植物として多くの品種がある。高さは1 - 5メートル。葉はシュロ（Trachycarpus）に、幹は葉痕が節状に残るので竹に似ている。雌雄異株。花期は初夏から挽夏で、葉のつけ根に出る花序に淡黄色の小さな花がつく。耐陰性、耐寒性が強くディスプレイ用の観葉植物として人気のある品種。また、古典園芸ではカンノンチクと本種を一纏めにして観棕竹ということがある。

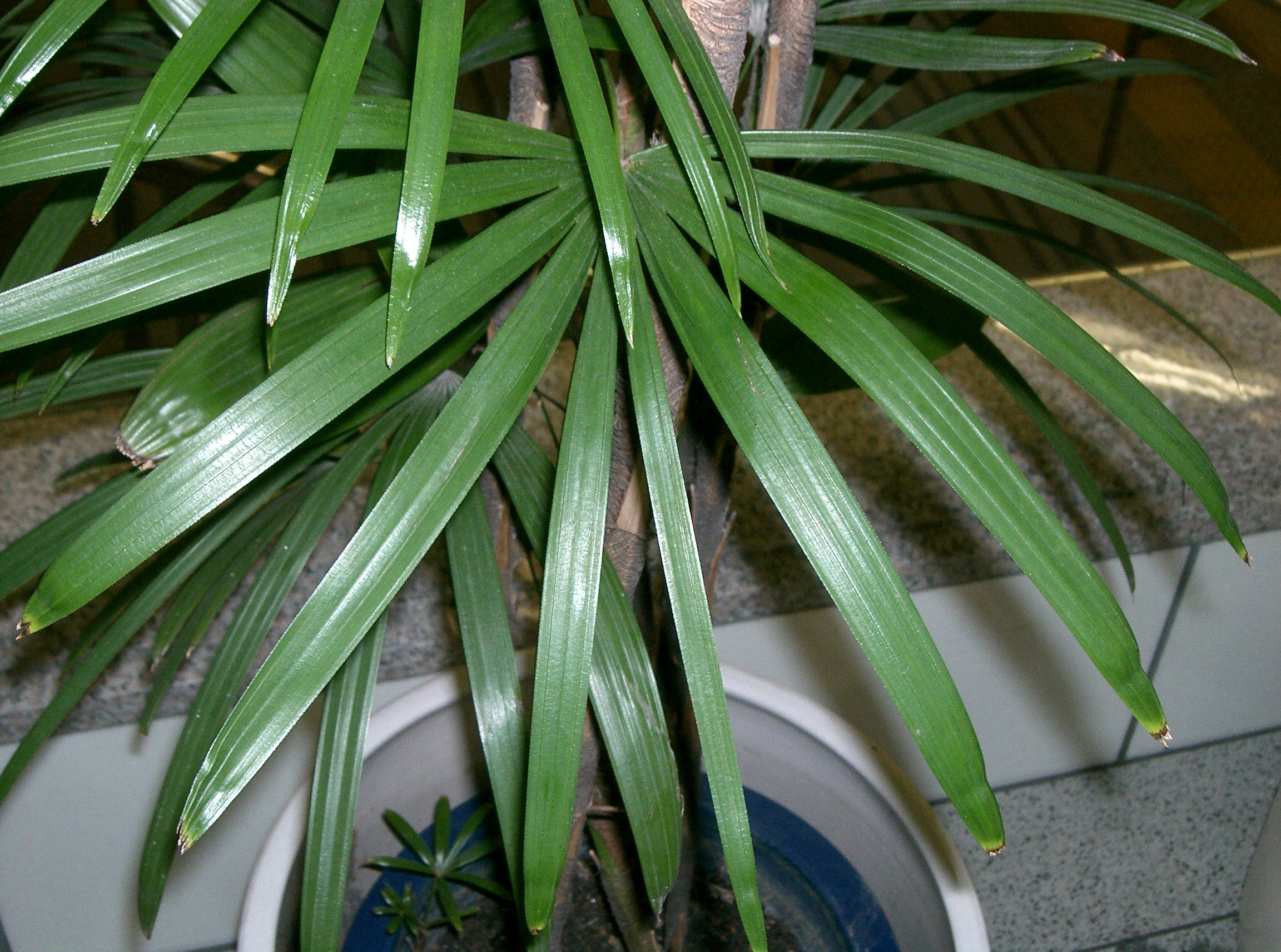
シュロチク